# Paris Masters
Paris Masters er en tennisturnering for professionelle mandlige spillere, som en gang om året afvikles indendørs på hardcourt i Palais Omnisports de Paris-Bercy i Paris, Frankrig. Den er en del af ATP Tour, hvor det er sæsonens sidste turnering i kategorien ATP Masters 1000. Den er som regel også den sidste ordinære turnering på sæsonen på ATP Tour, kun efterfulgt af ATP Finals. På grund af et sponsorat blev den i perioden 2003-16 spillet under navnet BNP Paribas Masters, og siden 2017 har den været afviklet under betegnelsen Rolex Paris Masters.
Novak Djokovic har rekorden for flest singletitler med 7, mens Bob og Mike Bryans fire titler er rekord for doublerækken.

## Historie
De franske indendørsmesterskaber i tennis havde været spillet siden 1895. Den nuværende turnering blev oprettet i 1969 som en del af grand prix-serien i tennis efter at tennissportens åbne æra året forinden var begyndt. Turneringen blev afholdt i Stade Pierre de Coubertin indtil 1982. Der var ingen turnering i årene 1983-85. I 1989 blev den opgraderet til kategorien Grand Prix Super Series. Indtil Tennis Masters Series erstattede ATP Super 9 i 2000 blev turneringen spillet under navnet Paris Open. Den bliver også ofte omtalt som Paris Indoor eller Paris Bercy, hvis man ønsker at skelne den fra den anden store tennisturnering i Paris, French Open (Roland-Garros), der bliver spillet udendørs. ATP Tour betragter turneringerne afviklet i perioderne 1969-83 hhv. siden 1986 som to separate turneringer under navnene Paris Indoor og ATP Masters 1000 Paris.
Siden 2009 har den været den eneste Masters 1000-turnering, der bliver spillet indendørs. Fra 1970 til 1986 havde der som regel været tre indendørsturneringer blandt sæsonens ni største turneringer (dengang under navnet Grand Prix Championship Series), og i intervallet 1978-80 endda fire indendørs turnerings plus sæsonafslutningen. Fra 1987 til 2008 var der to indendørsturneringer på Masters-niveau. Underlaget var tidligere en af verdens hurtigste baner, som opfordrede til modig, offensiv tennis, men siden 2011 har det fulgt den generelle tendens i på ATP Tour med langsommere baner.
Novak Djokovic er den eneste spiller, der med held har forsvaret sin titel i single (2013–15). To doublepar har vundet to titler i træk: Jacco Eltingh og Paul Haarhuis samt Bob og Mike Bryan.
Ilie Năstase, Andre Agassi, Roger Federer og Novak Djokovic er de eneste spillere, der har vundet begge parisiske turneringer, Paris Masters og French Open, i single. Federer vandt French Open i 2009 og Bercy i 2011, Djokovic vandt Bercy syv gange i perioden 2009-23 og French Open i 2016, 2021 og 2013, mens Andre Agassi vandt begge titler i 1999 ligesom Ilie Năstase i 1973. I 2015 vandt Marcelo Melo og Ivan Dodig doubletitlen i begge turneringer.

## Vindere og finalister

### Single
| År      | Mester              | Finalist            | Finaleresultat                |
| ------- | ------------------- | ------------------- | ----------------------------- |
| 1969    | Tom Okker           | Butch Buchholz      | 8–6, 6–2, 6–1                 |
| 1970    | Arthur Ashe         | Marty Riessen       | 7–6, 6–4, 6–3                 |
| 1971    | Ingen turnering     | Ingen turnering     | Ingen turnering               |
| 1972    | Stan Smith          | Andrés Gimeno       | 6–2, 6–2, 7–5                 |
| 1973    | Ilie Năstase        | Stan Smith          | 4–6, 6–1, 3–6, 6–0, 6–2       |
| 1974    | Brian Gottfried     | Eddie Dibbs         | 6–3, 5–7, 8–6, 6–0            |
| 1975    | Tom Okker (2)       | Arthur Ashe         | 6–3, 2–6, 6–3, 3–6, 6–4       |
| 1976    | Eddie Dibbs         | Jaime Fillol        | 5–7, 6–4, 6–4, 7–6            |
| 1977    | Corrado Barazzutti  | Brian Gottfried     | 7–6, 7–6, 6–7, 3–6, 6–4       |
| 1978    | Robert Lutz         | Tom Gullikson       | 6–2, 6–2, 7–6                 |
| 1979    | Harold Solomon      | Corrado Barazzutti  | 6–3, 2–6, 6–3, 6–4            |
| 1980    | Brian Gottfried (2) | Adriano Panatta     | 4–6, 6–3, 6–1, 7–6            |
| 1981    | Mark Vines          | Pascal Portes       | 6–2, 6–4, 6–3                 |
| 1982    | Wojtek Fibak        | Bill Scanlon        | 6–2, 6–2, 6–2                 |
| 1983-85 | Ingen turneringer   | Ingen turneringer   | Ingen turneringer             |
| 1986    | Boris Becker        | Sergio Casal        | 6–4, 6–3, 7–6                 |
| 1987    | Tim Mayotte         | Brad Gilbert        | 2–6, 6–3, 7–5, 6–7, 6–3       |
| 1988    | Amos Mansdorf       | Brad Gilbert        | 6–3, 6–2, 6–3                 |
| 1989    | Boris Becker (2)    | Stefan Edberg       | 6–4, 6–3, 6–3                 |
| 1990    | Stefan Edberg       | Boris Becker        | 3–3 opg.                      |
| 1991    | Guy Forget          | Pete Sampras        | 7–6(9), 4–6, 5–7, 6–4, 6–4    |
| 1992    | Boris Becker (3)    | Guy Forget          | 7–6(3), 6–3, 3–6, 6–3         |
| 1993    | Goran Ivanišević    | Andrej Medvedev     | 6–4, 6–2, 7–6(2)              |
| 1994    | Andre Agassi        | Marc Rosset         | 6–3, 6–3, 4–6, 7–5            |
| 1995    | Pete Sampras        | Boris Becker        | 7–6(5), 6–4, 6–4              |
| 1996    | Thomas Enqvist      | Jevgenij Kafelnikov | 6–2, 6–4, 7–5                 |
| 1997    | Pete Sampras (2)    | Jonas Björkman      | 6–3, 4–6, 6–3, 6–1            |
| 1998    | Greg Rusedski       | Pete Sampras        | 6–4, 7–6(4), 6–3              |
| 1999    | Andre Agassi (2)    | Marat Safin         | 7–6(1), 6–2, 4–6, 6–4         |
| 2000    | Marat Safin         | Mark Philippoussis  | 3–6, 7–6(7), 6–4, 3–6, 7–6(8) |
| 2001    | Sébastien Grosjean  | Jevgenij Kafelnikov | 7–6(3), 6–1, 6–7(5), 6–4      |
| 2002    | Marat Safin (2)     | Lleyton Hewitt      | 7–6(4), 6–0, 6–4              |
| 2003    | Tim Henman          | Andrei Pavel        | 6–2, 7–6(6), 7–6(2)           |
| 2004    | Marat Safin (3)     | Radek Štěpánek      | 6–3, 7–6, 6–3                 |
| 2005    | Tomáš Berdych       | Ivan Ljubičić       | 6–3, 6–4, 3–6, 4–6, 6–4       |
| 2006    | Nikolaj Davydenko   | Dominik Hrbatý      | 6–1, 6–2, 6–2                 |
| 2007    | David Nalbandian    | Rafael Nadal        | 6–4, 6–0                      |
| 2008    | Jo-Wilfried Tsonga  | David Nalbandian    | 6–3, 4–6, 6–4                 |
| 2009    | Novak Djokovic      | Gaël Monfils        | 6–2, 5–7, 7–6(3)              |
| 2010    | Robin Söderling     | Gaël Monfils        | 6–1, 7–6(1)                   |
| 2011    | Roger Federer       | Jo-Wilfried Tsonga  | 6–1, 7–6(3)                   |
| 2012    | David Ferrer        | Jerzy Janowicz      | 6–4, 6–3                      |
| 2013    | Novak Djokovic (2)  | David Ferrer        | 7–5, 7–5                      |
| 2014    | Novak Djokovic (3)  | Milos Raonic        | 6–2, 6–3                      |
| 2015    | Novak Djokovic (4)  | Andy Murray         | 6–2, 6–4                      |
| 2016    | Andy Murray         | John Isner          | 6–3, 6–7(4), 6–4              |
| 2017    | Jack Sock           | Filip Krajinović    | 5–7, 6–4, 6–1                 |
| 2018    | Karen Khatjanov     | Novak Djokovic      | 5–7, 6–4, 6–1                 |
| 2019    | Novak Djokovic (5)  | Denis Shapovalov    | 6–3, 6–4                      |
| 2020    | Daniil Medvedev     | Alexander Zverev    | 5–7, 6–4, 6–1                 |
| 2021    | Novak Djokovic (6)  | Daniil Medvedev     | 4–6, 6–3, 6–3                 |
| 2022    | Holger Rune         | Novak Djokovic      | 3–6, 6–3, 7–5                 |
| 2023    | Novak Djokovic (7)  | Grigor Dimitrov     | 6–4, 6–3                      |
| 2024    | Alexander Zverev    | Ugo Humbert         | 6–2, 6–2                      |

### Double
| År      | Mester                                   | Finalist                               | Finaleresultat         |
| ------- | ---------------------------------------- | -------------------------------------- | ---------------------- |
| 1969    | John Newcombe Tony Roche                 | Tom Okker Marty Riessen                | 10–8, 6–4, 6–2         |
| 1970    | Pancho Gonzales Ken Rosewall             | Tom Okker Marty Riessen                | 6–4, 7–6,              |
| 1971    | Ingen turnering                          | Ingen turnering                        | Ingen turnering        |
| 1972    | Pierre Barthès François Jauffret         | Andrés Gimeno Juan Gisbert             | 6–3, 6–2               |
| 1973    | Juan Gisbert Ilie Năstase                | Arthur Ashe Roscoe Tanner              | 6–2, 4–6, 7–5          |
| 1974    | Patrice Dominguez François Jauffret (2)  | Brian Gottfried Raúl Ramírez           | 7–5, 6–4               |
| 1975    | Wojtek Fibak Karl Meiler                 | Ilie Năstase Tom Okker                 | 6–4, 7–6               |
| 1976    | Tom Okker Marty Riessen                  | Fred McNair Sherwood Stewart           | 6–2, 6–2               |
| 1977    | Brian Gottfried Raúl Ramírez             | Jeff Borowiak Roger Taylor             | 6–2, 6–0               |
| 1978    | Bruce Manson Andrew Pattison             | Ion Ţiriac Guillermo Vilas             | 7–6, 6–2               |
| 1979    | Jean-Louis Haillet Gilles Moretton       | John Lloyd Tony Lloyd                  | 7–6, 7–6               |
| 1980    | Paolo Bertolucci Adriano Panatta         | Brian Gottfried Raymond Moore          | 6–4, 6–4               |
| 1981    | Ilie Năstase Yannick Noah                | Andrew Jarrett Jonathan Smith          | 6–4, 6–4               |
| 1982    | Brian Gottfried (2) Bruce Manson (2)     | Jay Lapidus Richard Meyer              | 6–4, 6–2               |
| 1983-85 | Ingen turneringer                        | Ingen turneringer                      | Ingen turneringer      |
| 1986    | Peter Fleming John McEnroe               | Mansour Bahrami Diego Pérez            | 6–3, 6–2               |
| 1987    | Jakob Hlasek Claudio Mezzadri            | Scott Davis David Pate                 | 7–6, 6–2               |
| 1988    | Paul Annacone John Fitzgerald            | Jim Grabb Christo van Rensburg         | 6–2, 6–2               |
| 1989    | John Fitzgerald (2) Anders Järryd        | Jakob Hlasek Eric Winogradsky          | 7–6, 6–4               |
| 1990    | Scott Davis David Pate                   | Darren Cahill Mark Kratzmann           | 5–7, 6–3, 6–4          |
| 1991    | John Fitzgerald (3) Anders Järryd (2)    | Kelly Jones Rick Leach                 | 3–6, 6–3, 6–2          |
| 1992    | John McEnroe (2) Patrick McEnroe         | Patrick Galbraith Danie Visser         | 6–4, 6–2               |
| 1993    | Byron Black Jonathan Stark               | Tom Nijssen Cyril Suk                  | 4–6, 7–5, 6–2          |
| 1994    | Jacco Eltingh Paul Haarhuis              | Byron Black Jonathan Stark             | 3–6, 7–6, 7–5          |
| 1995    | Grant Connell Patrick Galbraith          | Jim Grabb Todd Martin                  | 6–2, 6–2               |
| 1996    | Jacco Eltingh (2) Paul Haarhuis (2)      | Jevgenij Kafelnikov Daniel Vacek       | 6–4, 4–6, 7–6          |
| 1997    | Jacco Eltingh (3) Paul Haarhuis (3)      | Rick Leach Jonathan Stark              | 6–2, 7–6               |
| 1998    | Mahesh Bhupathi Leander Paes             | Jacco Eltingh Paul Haarhuis            | 6–4, 6–2               |
| 1999    | Sébastien Lareau Alex O'Brien            | Paul Haarhuis Jared Palmer             | 7–6(7), 7–5            |
| 2000    | Nicklas Kulti Maks Mirnyj                | Paul Haarhuis Daniel Nestor            | 6–4, 7–5               |
| 2001    | Ellis Ferreira Rick Leach                | Mahesh Bhupathi Leander Paes           | 3–6, 6–4, 6–3          |
| 2002    | Nicolas Escudé Fabrice Santoro           | Gustavo Kuerten Cédric Pioline         | 6–3, 7–6(6)            |
| 2003    | Wayne Arthurs Paul Hanley                | Michaël Llodra Fabrice Santoro         | 6–3, 1–6, 6–3          |
| 2004    | Jonas Björkman Todd Woodbridge           | Wayne Black Kevin Ullyett              | 6–3, 6–4               |
| 2005    | Bob Bryan Mike Bryan                     | Mark Knowles Daniel Nestor             | 6–4, 6–7(3), 6–4       |
| 2006    | Arnaud Clément Michaël Llodra            | Fabrice Santoro Nenad Zimonjić         | 7–6(4), 6–2            |
| 2007    | Bob Bryan (2) Mike Bryan (2)             | Daniel Nestor Nenad Zimonjić           | 6–3, 7–6(4)            |
| 2008    | Jonas Björkman (2) Kevin Ullyett         | Jeff Coetzee Wesley Moodie             | 6–2, 6–2               |
| 2009    | Daniel Nestor Nenad Zimonjić             | Marcel Granollers Tommy Robredo        | 6–3, 6–4               |
| 2010    | Mahesh Bhupathi (2) Maks Mirnyj (2)      | Mark Knowles Andy Ram                  | 7–5, 7–5               |
| 2011    | Rohan Bopanna Aisam-ul-Haq Qureshi       | Julien Benneteau Nicolas Mahut         | 6–2, 6–4               |
| 2012    | Mahesh Bhupathi (3) Rohan Bopanna (2)    | Aisam-ul-Haq Qureshi Jean-Julien Rojer | 7–6(6), 6–3            |
| 2013    | Bob Bryan (3) Mike Bryan (3)             | Alexander Peya Bruno Soares            | 6–3, 6–3               |
| 2014    | Bob Bryan (4) Mike Bryan (4)             | Marcin Matkowski Jürgen Melzer         | 7–6(5), 5–7, [10–6]    |
| 2015    | Ivan Dodig Marcelo Melo                  | Vasek Pospisil Jack Sock               | 2–6, 6–3, [10–5]       |
| 2016    | Henri Kontinen John Peers                | Pierre-Hugues Herbert Nicolas Mahut    | 6–4, 3–6, [10–6]       |
| 2017    | Łukasz Kubot Marcelo Melo (2)            | Ivan Dodig Marcel Granollers           | 7–6(3), 3–6, [10–6]    |
| 2018    | Marcel Granollers Rajeev Ram             | Jean-Julien Rojer Horia Tecău          | 6–4, 6–4               |
| 2019    | Pierre-Hugues Herbert Nicolas Mahut      | Karen Khatjanov Andrej Rubljov         | 6–4, 6–1               |
| 2020    | Félix Auger-Aliassime Hubert Hurkacz     | Mate Pavić Bruno Soares                | 6–7(3), 7–6(7), [10–2] |
| 2021    | Tim Pütz Michael Venus                   | Pierre-Hugues Herbert Nicolas Mahut    | 6–3, 6–7(4), [11–9]    |
| 2022    | Wesley Koolhof Neal Skupski              | Ivan Dodig Austin Krajicek             | 7–6(5), 6–4            |
| 2023    | Santiago González Édouard Roger-Vasselin | Rohan Bopanna Matthew Ebden            | 6–2, 5–7, [10–7]       |
| 2024    | Wesley Koolhof (2) Nikola Mektić         | Lloyd Glasspool Adam Pavlásek          | 3–6, 6–3, [10–5]       |